# 中央競馬新聞情報やじ馬競馬
『中央競馬新聞情報やじ馬競馬』（ちゅうおうけいばしんぶんじょうほうやじうまけいば）とはちばテレビ・テレビ埼玉の共同制作で1994年1月5日から2005年3月26日まで放送された番組である。

## 概要
関東競馬新聞協会加盟の競馬新聞である競馬研究、ダービーニュース、ホースニュース・馬、勝馬、競馬ブック、日刊競馬の6紙（2001年3月まではケイシュウニュースも加わっていた）を使って、中央競馬の日曜日のメインレース（基本的には関東のメインレース）の本紙予想の印を見ていく番組である。番組の後半には各紙のトラックマンが1 - 2名ゲスト出演し、メインレースと推奨レースの予想を披露した。
番組タイトルや競馬新聞を読み比べるというコンセプトからして、『やじうまワイド』シリーズ（テレビ朝日）のパロディ番組としての趣もある。

## 放送時間
基本的に毎週土曜日23:30 - 23:45。テレビ埼玉は1998年12月まで毎週日曜日7:30 - 7:45に放送されていた。

## 歴代女性ナビゲーター
- 岩澤甫美
- 尾島圭美
- 相良舞

| チバテレビ・テレ玉共同制作 土曜23:30〜23:45 | チバテレビ・テレ玉共同制作 土曜23:30〜23:45 | チバテレビ・テレ玉共同制作 土曜23:30〜23:45 |
| 前番組                                      | 番組名                                      | 次番組                                      |
| ------------------------------------------- | ------------------------------------------- | ------------------------------------------- |
| ?                                           | 中央競馬新聞情報 やじ馬競馬                 | ウハウハ競馬                                |